# Barbery (Calvados)
Barbery település Franciaországban, Calvados megyében. Lakosainak száma 758 fő (2022. január 1.). Barbery Boulon, Bretteville-sur-Laize, Fresney-le-Vieux, Gouvix, Moulines, Saint-Germain-le-Vasson, Saint-Laurent-de-Condel és Urville községekkel határos.

## Népesség
A település népességének változása:
| Lakosok száma | 390  | 497  | 500  | 613  | 818  | 819  | 825  | 824  | 802  | 758  |
|               | 1968 | 1982 | 1990 | 2006 | 2013 | 2015 | 2017 | 2019 | 2020 | 2022 |